# Boeing KC-46
Boeing KC-46 Pegasus – amerykański tankowiec powietrzny i samolot transportowy, wersja rozwojowa Boeing KC-767A, projektowany jako następca Boeing KC-135 Stratotanker, wykorzystywanego w tej roli od 1957 roku. Samolot ma zabierać więcej paliwa od KC-767, otrzyma nowy przewód sztywny oraz kokpit firmy Honeywell pochodzący z modelu Boeing 787. Wczesne wizje samolotu przewidywały też skrzydła z wingletami, z których później zrezygnowano.

## Program KC-X
W odróżnieniu od konkursu na pierwszy odrzutowy tankowiec dostawcy samolotu tankującego nowej generacji, dla zastąpienia 50-letnich Boeing KC-135 nie można było wybrać spośród kilku amerykańskich producentów, ponieważ po przejęciu wytwórni McDonnell Douglas, Boeing stał się monopolistą w USA na rynku odrzutowców pasażerskich i transportowych. Potencjalny konkurent Lockheed Martin skupił się w tym czasie na produkcji C-130 Hercules i F-16 Fighting Falcon oraz nad realizacją zlecenia na F-35 Lightning II.
W maju 2002 United States Air Force miało 604 tankowce, w tym 411 KC-135R (z nowymi silnikami CMF-56), 134 KC-135E (z silnikami JT3D z B707) i 59 KC-10 Extender. W 2003 USAF zaproponowało leasing 100 KC-767 (Boeing 767-200ER) oraz ich wykup w 2017 dla zastąpienia KC-135E. Konkurencyjną propozycję przedstawił też Airbusa, ale nie znalazła uznania USAF. Po pierwszej negatywnej opinii o leasingu jako zbyt kosztownym, propozycję zmieniono na leasing 20 maszyn, a następnie bezpośredni zakup 80 sztuk. Senacka komisja sił zbrojnych z czynnym udziałem senatora Johna McCaina nie wyraziła zgody na leasing i we wrześniu 2003 skierowała list do Departamentu Obrony w celu zbadania propozycji i określenia alternatyw. W lutym 2004 roku sekretarz obrony Donald Rumsfeld w oczekiwaniu na raport wstrzymał proces pozyskania tankowców. Jedna z osób odpowiedzialnych za postępowanie znalazła zatrudnienie u Boeinga. W wyniku śledztwa dwie osoby skazano na dziewięć i cztery miesiące więzienia, Boeing zgodził się zapłacić 615 mln USD kary, a dyrektor generalny firmy podał się do dymisji. Jak się później okazało, Boeing oczekiwał za tankowce 16 mld USD więcej niż były one warte.
W 2007 do nowego postępowania nazwanego KC-X zgłosiło się, oprócz Boeinga, konsorcjum Northrop Grumman-EADS proponując maszynę Airbus A330 MRTT (dla celów marketingowych nazywany Northrop Grumman KC-30), który bazował na większym i młodszym Airbus A330-200. Siły powietrze ogłosiły chęć zakupu 179 samolotów, a preferowane było, aby nowe cysterny oferowały większy zasięg, ekonomiczność oraz większy zapas paliwa od maszyn zastępowanych. Wartość kontraktu oszacowano na 35 mld USD. W lutym 2008 ogłoszono zwycięstwo samolotu Airbusa, który zobowiązał się zbudować w USA nową linie montażową dla zamawianych samolotów oraz nowo projektowanych transportowych A330-200F. Kluczem do zwycięstwa był ładunek zabieranego paliwa, większy o 20% od konkurencyjnego Boeinga – 111 ton dla A330 MRTT i tylko 91,6 ton u Boeinga KC-767, dla porównania KC-135 zabierał 90,7 ton paliwa. Wojsko nadało nowej cysternie oznaczenie KC-45A, a pierwsze dostawy zaplanowano na 2013 rok. Boeing oprotestował decyzje, kwestionując kryteria wyboru, co wraz z protestami jego pracowników i wspierających go kongresmenów doprowadziło do anulowania zakupu.
W 2009 roku sekretarz obrony Robert Gates ogłosił 373 nowe kryteria, a decydujące przy zakupie miał być koszt użytkowania przez kolejne 40 lat. amerykański Northrop ogłosił, że nie złoży swojej nowej oferty ponieważ nowe wymagania preferowały mniejszy samolot Boeinga, EADS zdecydował o samotnym starcie w przetargu, podtrzymując chęć otwarcia linii montażu finalnego w Mobile, w stanie Alabama. W 2010 roku USAF wysłały recenzje wstępnych propozycji obu oferentów na adresy konkurentów, te przeznaczone dla Airbusa do Boeinga i na odwrót. Na sam koniec postępowania Antonow wspólnie z US Aerospace zaproponowali stworzenie nieistniejącego An-112KC, który miał być zmodyfikowanym samolotem An-124, ale dokumenty zostały dostarczone po terminie, przez co nie były rozpatrywane.
Tym razem Airbus reklamował się jako samolot kompletny i już oblatany, podczas gdy oferta Boeinga oznaczała stworzenie nowej wersji samolotu opartej na KC-767. Boeing zachęcał oszczędnością, mniejszy samolot był tańszy w zakupie, eksploatacji, nie wymagający dużych inwestycji w infrastrukturę, ale sugerował także że samolot jest amerykański i zagwarantuje 50 tysięcy miejsc pracy, podczas gdy Airbus byłby montowany z części sprowadzanych w większości z Europy. Media w USA ochrzciły KC-X mianem Wojny Tankowców.
24 lutego 2011 propozycja Boeinga bazująca na KC-767 została ogłoszona zwycięzcą konkursu na nowy tankowiec USAF, samolotowi nadano oznaczenie KC-46A. EADS North America poinformowało, że nie oprotestuje tej decyzji.

## Produkcja i testy
W czerwcu 2011 Boeing wybrał ponad 800 poddostawców z 40 stanów. Montaż pierwszego egzemplarza rozpoczęto 26 czerwca 2013. Prace projektowe nad samolotem zakończono w sierpniu 2013. Montaż czwartego, ostatniego egzemplarza testowego rozpoczęto w styczniu 2014 roku. 20 lutego 2014 USAF poinformowały, że samolot będzie nosił nazwę Pegasus (pol. Pegaz).
28 grudnia 2014 roku odbył się pierwszy lot demonstratora (bez możliwości przetaczania paliwa), Boeinga 767-2C o numerze seryjnym EMD1. W sierpniu samolot zakończył próby flatterowe i uzyskał certyfikat do lotów z zasobnikami tankującymi i bomem paliwowym. Pierwszy prototyp jest przeznaczony do uzyskania zmienionego certyfikat typu (ATC) FAA. Pierwszy przedseryjny KC-46 nr EMD2 w docelowej konfiguracji oblatano 25 września 2015. Samolot przeznaczono do uzyskania uzupełniającego certyfikatu typu (STC) i certfikatu wojskowego. Trzeci samolot będzie kolejnym 767-2C, a czwarty kolejnym kompletnym KC-46A.
W Pegasusie zastosowano nowy wysięgnik sztywny typu fly-by-wire, czyli sterowany joystickiem za pośrednictwem komputera, o wydajności 4540 l/min, zapożyczony z KC-10. Operator wykorzystuje 24-calowy 3-wymiarowy ekran i okulary stereoskopowe oraz 3 ekrany podglądowe. Dostawcą zasobników z przewodami elastycznymi, o wydajności ok. 1200 l/min, jest brytyjski Cobham. W pierwszym etapie prób w locie w październiku 2015 badane było zachowanie aerodynamiczne samoloty z wysuniętymi przewodami tankującymi. W następnym etapie trwającym ok. 6 miesięcy przeprowadzane są testy przetaczania paliwa do różnych rodzajów statków powietrznych.
24 stycznia 2016 roku wykonano pierwsze, testowe przetoczenie paliwa z KC-46 przy użyciu sztywnego boomu podczas lotu. Podczas trwającej ponad 5 godzin próby, wykonano wiele połączeń z biorącym udział w testach samolotem F-16C, mających na celu sprawdzenia działania sterowania przewodem a następnie podano mu 726 kg paliwa. Pierwsze przetestowanie podawania paliwa przy użyciu giętkiego łącza w powietrzu odbyło się 10 lutego tego samego roku. Odbiorcą paliwa był należący do US Navy samolot F/A-18C Hornet z jednostki doświadczalnej VX-23.
Próby w locie trwały łącznie 3300 godzin. Wzięło w nich udział sześć przedseryjnych samolotów. W ich trakcie KC-46 przekazały innym biorącym udział w próbach maszynom ponad 900 ton paliwa. Zakończenie testów w powietrzu ogłoszono 13 lipca 2018 roku.

## Służba
Pierwsze 18 sztuk miało być dostarczonych do 2017. Zamówienie na cztery samoloty wpłynęło 7 marca 2011. 29 sierpnia 2016 zamówiono dalsze 19 tankowców. W związku z opóźnieniami w maju 2016 harmonogram dostaw pierwszych 18 sztuk przesunięto z do końca marca 2017 na do lutego 2018, a w marcu 2017 przesunięto go dalej do października 2018. W styczniu 2017 zawarto drugi kontrakt na dostawę 15 KC-46 do sierpnia 2019 roku. 5 grudnia 2017 oblatano pierwszy seryjny KC-46A. Siły powietrzne USA odebrały pierwszego Pegasusa 10 stycznia 2018 roku. Pierwszym użytkownikiem samolotu jest 22d Air Refueling Wing w bazie McConnell AFB w Wichita, Kansas, gdzie trafi 36 tankowców.
W dniach 29 czerwca – 1 lipca 2024 roku KC-46A z 22 Skrzydła Tankowców Powietrznych dokonał w ciągu 45 godzin lotu dookoła świata w kierunku zachodnim z bazy McConnell w Kansas. Podczas przelotu pobierał paliwo z innych tankowców, a także podawał paliwo samolotom bojowym.

## Wersje
KC-46A
Oznaczenie pierwszej wersji produkcyjnej, podajnik sztywny i trzy przewody giętkie. Bazowe B767-2C będą produkowane w Seattle-Everett, a doposażane w Oklahoma City. Konstrukcja wykorzystuje kadłub Boeinga 767-200, skrzydła z 767-300 oraz awionikę Honeywell z Boeinga 787.

## Użytkownicy
Stany Zjednoczone

- United States Air Force (od 2018) - dostarczono 89 sztuk[3].

 Izrael

- Siły Powietrzne Izraela - w 2020 Kongres i Departament Stanu USA poinformowały o możliwej sprzedaży do 8 szt. KC-46A dla Izraela. W 2021 roku zawarto porozumienie (LoA) ws. sprzedaży dwóch samolotów.

 Japonia

- Japońskie Powietrzne Siły Samoobrony - japońskie siły powietrzne są pierwszym zagranicznym użytkownikiem maszyn KC-46. Japonia zamówiła cztery samoloty. Pierwszy z nich został oblatany 9 lutego 2021 roku[38].